# ژوریس دوده
ژوریس دوده (انگلیسی: Joris Daudet؛ زادهٔ ۱۲ فوریهٔ ۱۹۹۱) دوچرخه‌سوار بی‌ام‌اکس اهل فرانسه است.
وی در مسابقات کشوری و بین‌المللی در مجموع برندهٔ ۲ مدال طلا، ۱ مدال نقره، ۲ مدال برنز شده‌است.